# Maximilian (album)
Maximilian è il nono album in studio del cantautore italiano Max Gazzè, pubblicato il 30 ottobre 2015 dalla Universal Music Group.

## Tracce
1. Mille volte ancora – 3:52 (testo: Simone Cremonini – musica: Giorgio Baldi / Cremonini / Max Gazzé)
2. Un uomo diverso – 3:55 (testo: Francesco Gazzé – musica: Alessandro Ciuffetti / Francesco De Benedittis / M. Gazzé)
3. Sul fiume – 3:56 (testo: Cremonini – musica: Baldi / Cremonini / M. Gazzé)
4. La vita com'è – 3:53 (testo: F. Gazzé / M. Gazzé – musica: Antonio Toni / De Benedittis / M. Gazzé)
5. Nulla – 2:33 (testo: F. Gazzé – musica: F. Gazzé / M. Gazzé)
6. Ti sembra normale – 3:35 (testo: F. Gazzé / De Benedittis – musica: De Benedittis / M. Gazzé)
7. Disordine d'aprile (feat. Tommaso Di Giulio) – 4:04 (testo: Tommaso Di Giulio – musica: Baldi / M. Gazzé)
8. In breve – 2:32 (M. Gazzé / Enzo Vecchiarelli)
9. Teresa – 3:40 (testo: F. Gazzé – musica: De Benedittis / M. Gazzé)
10. Verso un altro immenso cielo – 3:17 (testo: F. Gazzé – musica: F. Gazzé / M. Gazzé)

## Formazione
- Max Gazzè - voce, cori, basso, sintetizzatore, programmazione
- Alessandro Ciuffetti - chitarra, mandolino
- Francesco De Benedittis - sintetizzatore, programmazione
- Clemente Ferrari - pianoforte, ARP string Ensemble, Fender Rhodes, organo Hammond C3
- Francesco Gazzè - chitarra acustica
- Giorgio Baldi - chitarra, programmazione, sintetizzatore
- Simone Cremonini - sintetizzatore
- Enzo Vecchiarelli - chitarra classica
- Cristiano Micalizzi - batteria
- Tommaso Galati - chitarra acustica
- Massimo Dedo - tromba, trombone, flicorno
- Marta Silvestri, Federica Franchetto, Stefania Corona, Alvaro Vitali - cori

## Classifiche
| Classifica (2015) | Posizione massima |
| ----------------- | ----------------- |
| Italia            | 3                 |